# The Sugarhill Gang
The Sugarhill Gang est un groupe américain de hip-hop, originaire d'Englewood, dans le New Jersey.

## Biographie
En mars 1979, la productrice Sylvia Robinson réunit trois rappeurs amateurs originaires du New Jersey : Big Bank Hank, Master Gee et Wonder Mike, et forme le groupe de rap Sugarhill Gang. Le nom du groupe fait référence à un quartier du nord de Harlem : Sugar Hill. Ce groupe se fait connaître en 1979 à la sortie de leur tout premier titre : Rapper's Delight, qui est le premier single de hip-hop à entrer dans le top 40 américain. En quinze ans, 15 millions de singles de Rapper's Delight sont vendus. Cette musique sera ensuite utilisée dans la campagne " Rollerbabies " d'Evian en 2009.
En plus d'avoir fait connaître le rap auprès d'un large public, il fait découvrir les pionniers de ce style de musique qu'ils ont un peu exploré avec leur label Sugar Hill Records, notamment Grandmaster Flash. En 2009, ils collaborent avec Bob Sinclar pour le titre Lala Song. Le 11 novembre 2014, Big Bank Hank décède d'un cancer à l'âge de 57 ans.

## Discographie

### Albums studio
- 1980 : Sugarhill Gang
- 1982 : 8th Wonder
- 1984 : Livin' in the Fast Lane
- 1999 : Jump on It!

### Compilations
- 1983 : Rappin' Down Town
- 1984 : Sugarhill Gang Greatest Hits
- 1996 : The Best of Sugarhill Gang: Rapper's Delight
- 1998 : Ain't Nothin' But a Party
- 1999 : Back to the Old School 2 - Rapper's Delights
- 2000 : The Sugarhill Gang Vs. Grandmaster Flash - The Greatest Hits
- 2004 : The Greatest Hits of Sugarhill Gang (2004 Tour)
- 2005 : The Story of Sugarhill Records
- 2008 : Hip Hop Anniversary Europe Tour: Sugarhill Gang Live